# Нергал-ушезиб
Нергал-ушезиб (букв. «Нергал спаси [меня]») — царь Вавилонии, правил приблизительно в 694 — 693 годах до н. э.
Нергал-ушезиб был ставленником эламского царя Халлутуш-Иншушинака II. В союзе с эламитами захватил также Урук и Ниппур.
В конце сентября 693 года до н. э. Синаххериб в сражении у Ниппура одержал крупную победу над объединенными силами вавилонян и эламитов. Нергал-ушезиб попал в плен к ассирийцам, а Халлуташ-Иншушинак бежал в Элам, где вскоре был убит (в конце октября 693 года до н. э.). В Ниневии Нергал-ушезиб был выставлен в клетке у городских ворот.